# Douglas Rico
Douglas Arnoldo Rico González es un policía venezolano, actual director del Cuerpo de Investigaciones Científicas, Penales y Criminalísticas (CICPC).

## Carrera
En mayo del 2013, el presidente Nicolás Maduro anunció la designación de José Gregorio Sierralta y Douglas Rico como director y subdirector, respectivamente, del Cuerpo de Investigaciones Científicas, Penales y Criminalísticas (CICPC), y el 5 de febrero de 2016 Maduro anunció la designación de Rico como director del CICPC. En 2018 Rico fue ratificado como director del organismo.
En 2016 publicó el libro "Por tu seguridad". El comisario indicó que el ejemplar tenía como fin promover la prevención del delito.
En 2019, la Asamblea Nacional citó a Rico después de que funcionarios del cuerpo policial se retiraran de un enfrentamiento con bandas delictivas. Durante su gestión Rico intervino la División Antiextorsión y Secuestro del CICPC en Caracas por "supuesta mala praxis policial", y posteriormente anunció la separación de la misma.